# Волошин Сергій Лаврентійович
Сергій Лаврентійович Волошин (20 жовтня 1948, село Яськи, тепер Одеського району, Одеської області) — український радянський діяч, травильник Одеського сталедротянокатного заводу. Член ЦК КПРС у 1990—1991 роках.

## Життєпис
1967 року закінчив Одеську морехідну школу.
У 1967 році працював котельним машиністом на кораблях Чорноморського морського пароплавства.
З 1967 по 1969 рік служив у Радянській армії.
У 1969—1974 роках — машиніст на кораблях Чорноморського морського пароплавства.
Член КПРС з 1972 року.
З 1974 року працював канатником Одеського сталедротянокатного заводу.
У 1979 році закінчив Дніпропетровський механіко-металургійний технікум.
З 1989 року — травильник Одеського сталедротянокатного заводу.
Подальша доля невідома.